# Aeroportul Henry E. Rohlsen
Aeroportul Henry E. Rohlsen (IATA: STX, ICAO: TISX, FAA LID: STX) este un aeroport din Insulele Virgine Americane, Statele Unite ale Americii ce deservește zona Saint Croix, Insulele Virgine Americane. Aeroportul a fost tranzitat în 2019 de 451.766 de pasageri.
Situat la o altitudine de 7 m, aeroportul dispune de 1 pistă.

## Infrastructură

### Piste
Aeroportul dispune de o singură pistă. Pista 10/28 are suprafața de asfalt și dimensiunile 10.004 picioare × 150 picioare. 